# Джордж Ферріс
Джордж Вашингтон Гейл Ферріс (молодший) (англ. George Washington Gale Ferris, Jr.; 14 лютого 1859 — 22 листопада 1896) — американський інженер. Відомий завдяки створенню оглядового колеса для Всесвітньої виставки в Чикаго в 1893 році.

## Біографічні відомості

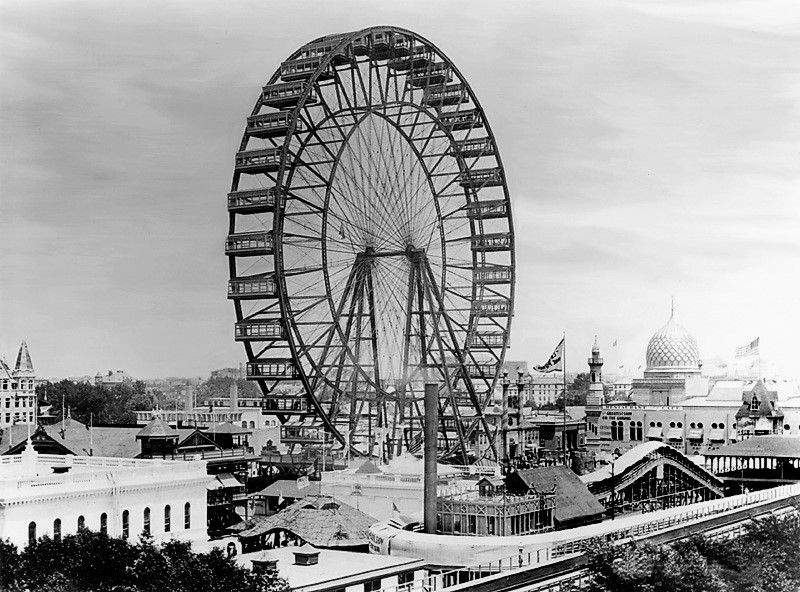
Оглядове колесо Ферріса під час Всесвітньої виставки

Джордж Ферріс народився в Гейлсберзі, штат Іллінойс, у місті, заснованому на честь його тезки Джорджа Вашингтона Гейла. Однак його сім'я продала свою молочну ферму і переїхала в Карсон-Сіті, Невада, коли Феррісу було п'ять років. Пізніше вони переселилися до Каліфорнії, і Ферріс відвідував школу в місті Окленд. Він закінчив Політехнічний інститут Ренсселера в 1881 році, де здобув ступінь у цивільному будівництві.
Після цього Джордж Ферріс розпочав кар'єру в індустрії залізничного транспорту і зацікавився будівництвом мостів. Він заснував компанію GWG Ferris & Co. в місті Піттсбург, штат Пенсільванія, яка тестувала і перевіряла стан металоконструкцій для залізничного та мостового будівництва.
Помер 22 листопада 1896 у віці 37 років у лікарні Mercy Hospital в Пітсбурзі, Пенсильванія, від черевного тифу.